# 豊平公園
豊平公園（とよひらこうえん）は、札幌市豊平区にある公園。
農林省林業試験場（現在の森林総合研究所北海道支所）跡地を利用して設置。緑化植物園「緑のセンター」の花壇や庭園が広がり、試験場の名残が残る樹林区域では様々な野鳥を見ることができ、バードウォッチング（野鳥観察）が楽しめる。米里行啓通を挟んで豊平公園温水プールがある。
公園に隣接して北海道立総合体育センター（北海きたえーる）、豊平警察署が立地している。

## 施設
豊平公園緑のセンター
緑の相談コーナーや緑の図書コーナー、講義室（有料）があり、併設するアトリウム、温室では展示会等が催される。旧センターは老朽化により撤去され、新センターは公園敷地内の別の場所に建てられ2016年にオープンした。
テニスコート
オムニコート2面（有料）。
庭園
見本花壇
ハーブや宿根草、一年生植物を取り混ぜている。
針葉樹見本園
ドワーフコニファー（矮性針葉樹）など日本国内外の針葉樹を集めた庭園。
花木園
各種バラを栽培しているほか、ツルバラのアーチ、フジ棚（パーゴラ）、果樹のフェンス仕立てがある。
野草園
地域でよく見ることができる野草から外国産の山野草まで、札幌周辺で栽培できる草花を集めた見本園。
豊平公園温水プール
1階（一般用プール、幼児用プール、採暖室）
2階（観覧コーナー、トレーニングデッキ、多目的室）